# Didemnum microthoracicum
Didemnum microthoracicum är en sjöpungsart som beskrevs av Kott 200. Didemnum microthoracicum ingår i släktet Didemnum och familjen Didemnidae. Inga underarter finns listade i Catalogue of Life.